# Rubus beccarii
Rubus beccarii är en rosväxtart som beskrevs av Wilhelm Olbers Focke. Rubus beccarii ingår i släktet rubusar, och familjen rosväxter. Inga underarter finns listade i Catalogue of Life.